# Monolith (캔자스의 음반)
| 전문가 평가                                | 전문가 평가 |
| 평가 점수                                  | 평가 점수   |
| 출처                                       | 점수        |
| ------------------------------------------ | ----------- |
| AllMusic                                   | [ 1 ]       |
| MusicHound Rock: The Essential Album Guide | [ 2 ]       |
| The Rolling Stone Album Guide              | [ 3 ]       |

《Monolith》는 1979년 5월에 발매된 미국의 프로그레시브 록 밴드 캔자스의 여섯 번째 스튜디오 음반이다. 이 음반은 빌보드 200 차트에서 10위에 올랐고, 그들의 3연속(그리고 마지막) 스튜디오 음반이 톱 10에 올랐다.

## 배경
밴드가 직접 프로듀싱한 첫 번째 스튜디오 음반인 《Monolith》는 캔자스가 발매한 세 번째 스튜디오 음반으로 빌보드 200 차트의 톱 10에 들었다. 그러나 《Monolith》는 나쁜 리뷰와 높은 임팩트의 히트 싱글이 없는 상황에서 상업적으로 실망스러운 것으로 판명되었다. 리드 싱글 〈People of the South Wind〉는 1979년 8월 빌보드 핫 100 톱 30에 진입하여 캔자스의 대표 히트곡인 〈Dust in the Wind〉와 매우 유사한 두 번째 싱글로 〈Reason to Be〉를 서둘러 발매하게 만들었다. 1978년 톱 10 히트곡인 〈Reason to Be〉의 성공, 〈Reason to Be〉의 빌보드 핫 100 최고점인 52위에 근접하지 못했을 것이다.
80개 도시의 미국 투어에서 밴드의 세트리스트에는 투어 초기에 전체 음반이 수록되었지만, 투어가 끝날 무렵에는 라이브 세트에서 약 절반의 곡이 잘라져 더 오래된 숫자를 선호했다. 이 투어에서 위스콘신 알파인 밸리에서 열린 그들의 쇼의 전국 방송에는 전체 음반이 수록되었으며 밴드의 가장 인기 있는 미발행 라이브 녹음 중 하나이다. 팬들이 《Monolith》를 좋아하지 않는다고 믿으면서 1990년대 중반까지 그들은 〈People of the South Wind〉와 〈Reason to Be〉를 잠시 부활시키기 전까지 어떤 노래도 다시 공연하지 않았다. 오프닝 트랙인 〈On the Other Side〉는 그 이후로 DVD 자체에는 나오지 않았지만 《Device – Voice – Drum》 DVD를 포함하여 투어 안팎에서 공연되었다. 지난 5년 동안 개편된 라인업이 등장하면서 〈Reason to Be〉와 〈People of the South Wind〉와 같은 노래가 다양한 시기에 세트리스트에 추가되었다.

## 곡 목록
| #  | 제목                              | 작사·작곡     | 재생 시간 |
| -- | --------------------------------- | ------------- | --------- |
| 1. | 〈On the Other Side〉             | 케리 리브그렌 | 6:26      |
| 2. | 〈People of the South Wind〉      | 리브그렌      | 3:41      |
| 3. | 〈Angels Have Fallen〉            | 스티브 월시   | 6:39      |
| 4. | 〈How My Soul Cries Out for You〉 | 월시          | 5:49      |

| #  | 제목                    | 작사·작곡                            | 재생 시간 |
| -- | ----------------------- | ------------------------------------ | --------- |
| 5. | 〈A Glimpse of Home〉   | 리브그렌                             | 6:37      |
| 6. | 〈Away from You〉       | 월시                                 | 4:26      |
| 7. | 〈Stay Out of Trouble〉 | 월시, 리치 윌리엄스, 로비 스타인하트 | 4:15      |
| 8. | 〈Reason to Be〉        | 리브그렌                             | 3:51      |

## 인증
| 국가                       | 인증     | 판매량/출하량 |
| -------------------------- | -------- | ------------- |
| 캐나다 (뮤직 캐나다)       | 골드     | 50,000^       |
| 미국 (RIAA)                | 플래티넘 | 1,000,000^    |
| ^출하량을 기반으로 한 인증 |          |               |